# Palazzo dell'Arte dei Giudici e Notai

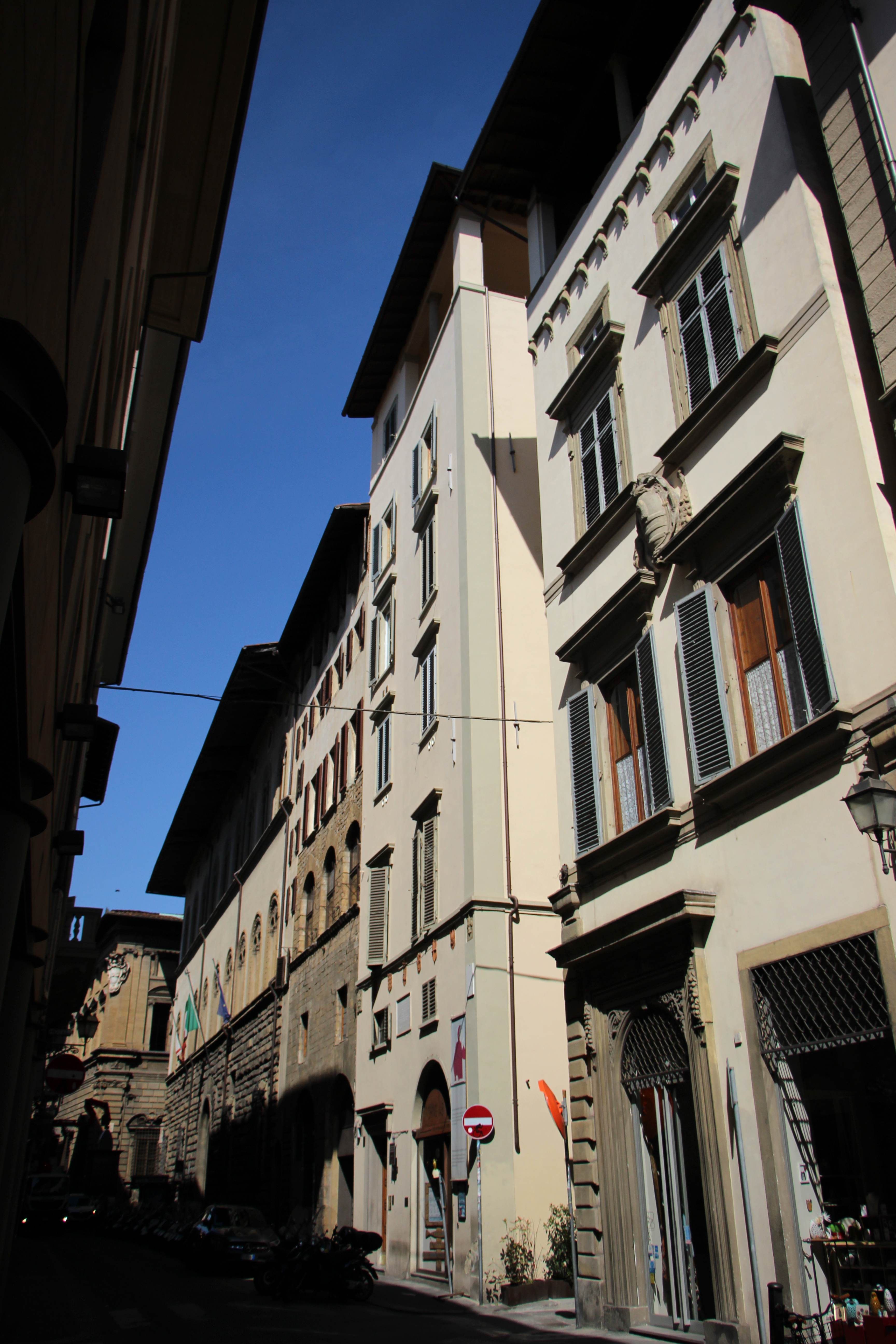
O Palazzo dell'Arte dei Giudici e Notai.

O Palazzo dell'Arte dei Giudici e Notai (Palácio da Arte dos Juízes e Notários) é um palácio de Florença situado na Via del Proconsolo.
O palácio, sede da corporação da qual toma o nome, remonta à primeira metade do século XIV, erguido ao lado duma torre do século XI que foi englobada na construção. Inicialmente, a entrada encontrava-se na Via dei Pandolfini (acesso actualmente murado), ficando agora situada na Via del Proconsolo.
No edifício conserva-se um precioso ciclo de afrescos acabados de restaurar que, embora muito comprometido, conserva alguns traços da Florença medieval altamente significativos: em primeiro lugar, o ciclo sobre os poetas florentinos, onde está representado o mais antigo retrato documentado tanto de Dante como de Giovanni Boccaccio. Em particular, o retrato dantesco suscitou um grande interesse porque, juntamente com o retrato executado poucos anos depois na capela do Bargello, demonstra que as feições do poeta estão bem longe da iconografia tradicional derivada a partir do Renascimento, com o nariz pronunciadamente pontiagudo e a fronte ríspida. Dante devia ter um nariz longo, mas não aquilino como estamos habituados a imaginá-lo depois da célebre série de gravuras executadas por Gustave Doré para ilustrar a A Divina Comédia.
A celebração dos escritores florentinos fazia parte do programa expresso por Coluccio Salutati, humanista famoso e chanceler entre 1375 e 1406, que havia encomendado para o Palazzo Vecchio um ciclo de poetas, condottieri e heróis florentinos, desejando testemunhar o primado cultural da cidade como uma nova Roma.

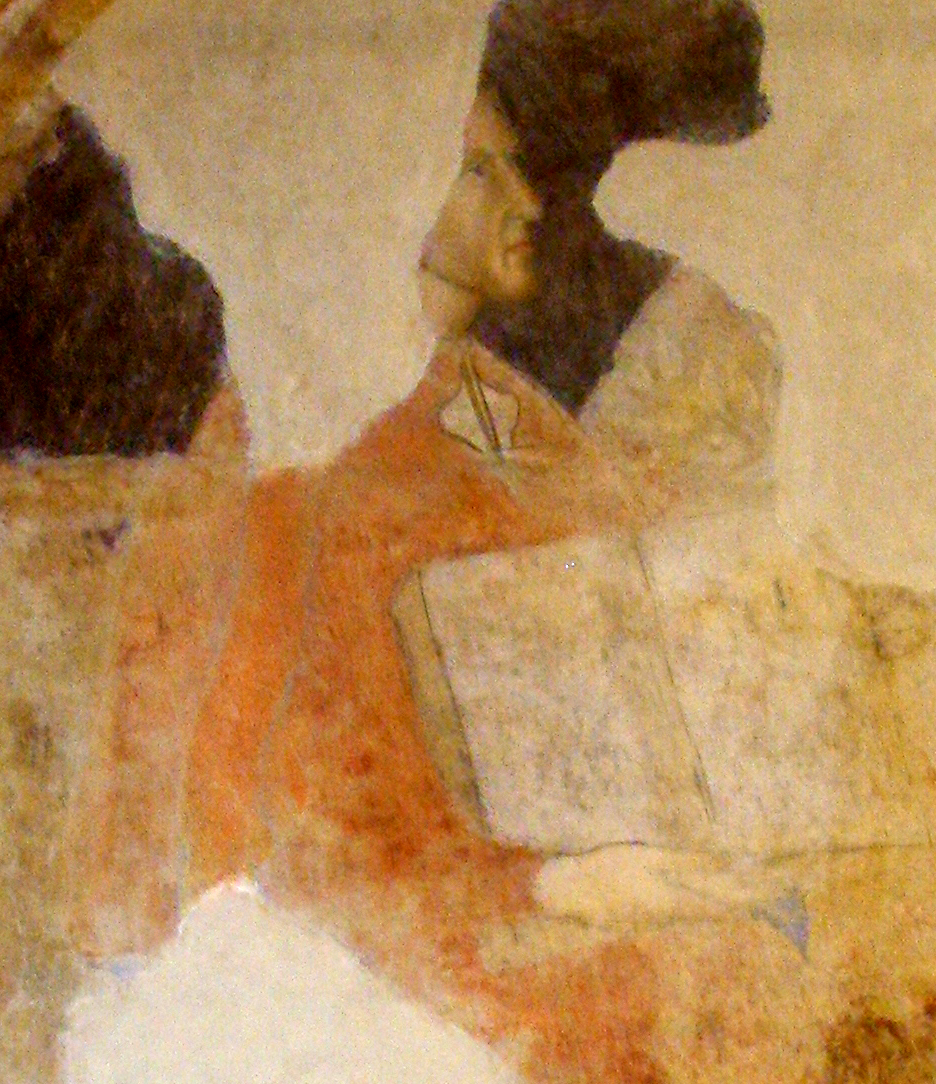
O retrato de Dante.

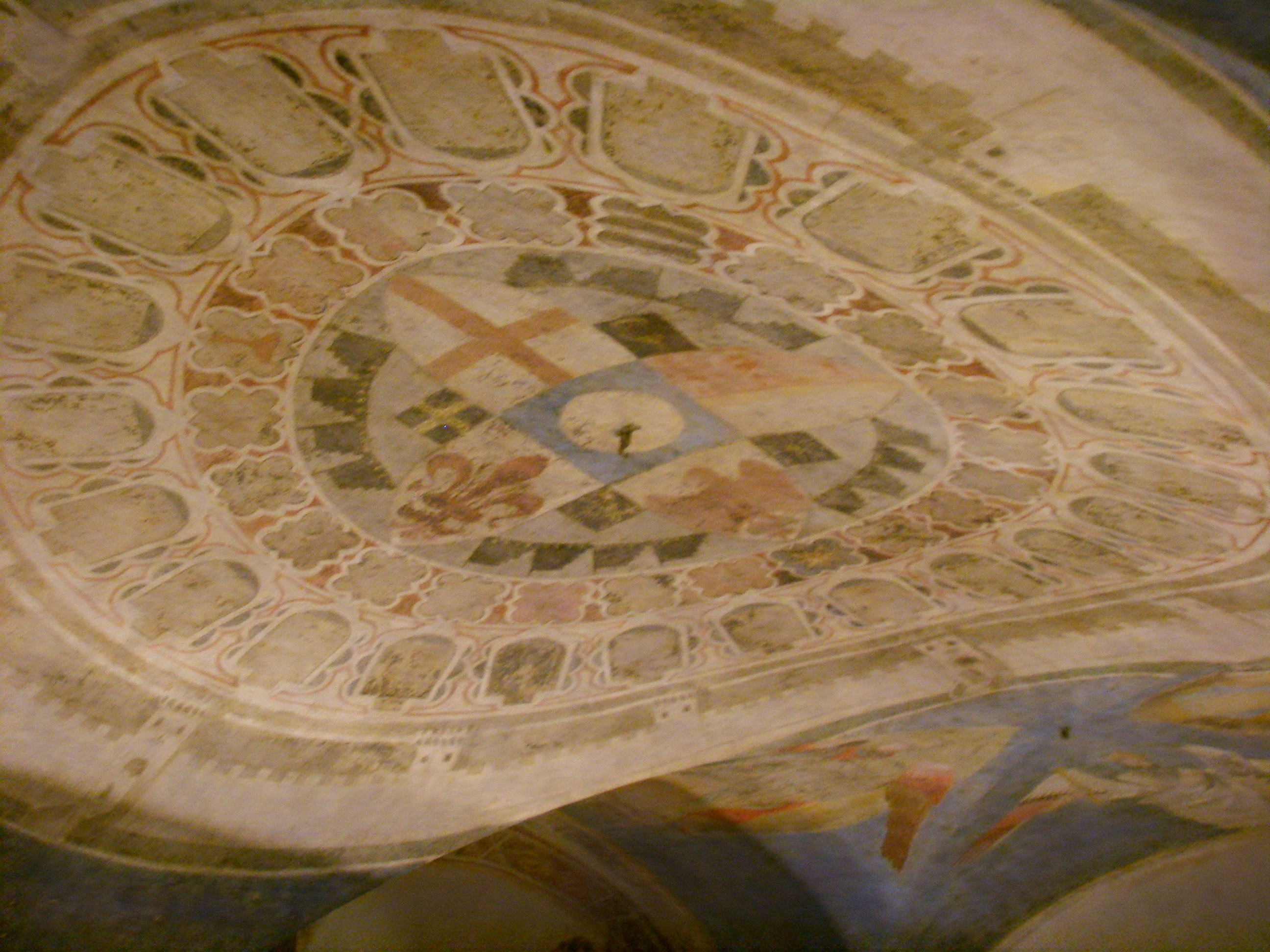
O tecto com os símbolos de Florença

Perdido o ciclo do Palazzo Vecchio, eis que a versão, em escala reduzida, deste palácio representa um importante testemunho daquela cultura.
No que diz respeito ao autor e data, os documentos sobre o palácio registam Jacopo di Cione, irmão de Orcagna, como encarregado de afrescar as abóbadas e as paredes dqauela que era a sala principal da Arte, em 1366. Na luneta dos poetas, além de Dante e Boccaccio, vêm-se as pernas (os bustos e os rostos foram perdidos) de outras duas figuras identificadas como Francesco Petrarca e Zanobi da Strada. Boccaccio era o mais jovem do grupo e faleceu em 1375, pelo que foram levantadas dúvidas sobre a real datação do trabalho.
Posteriormente, em 1406, Ambrogio di Baldese seria encarregado de juntar ao grupo dos quatro poetas, Claudiano um poeta latino tido como florentino, e o próprio Coluccio Salutati, recentemente falecido. Em 1444, o jovem Andrea del Castagno foi chamado a pintar a figura de Leonardo Bruni na primeira sala e, em seguida, Piero Pollaiolo terá representado Poggio Bracciolini e Giannozzo Manetti, obras actualmente perdidas.
No centro da abóbada continua bem preservada uma representação "heráldica" de Florença: uma cerca de muralhas, aquela de Arnolfo di Cambio, delimita um campo decorado com brasões dispostos radialmente: a partir do da Comuna, ao centro, encontram-se à sua volta os do lírio florentino, da águia da parte guelfa e da cruz, a que se seguem quarteirões até aos brasões das vinte e duas Artes. A forma da circunferência recorda, também, a perfeição e a harmonia de uma nova Jerusalém.
Nas velas encontram-se as representações da Justiça, da Força, da Prudência, da Temperança e uma imagem barbuda não identificada. Nas outras três lunetas, além dos já mencionados poetas, todas mais deterioradas pelo tempo, reconhece-se um santo com cinco algarismos, as personificações das qualidades da Dialética e da Retóricas e, por fim, uma outra com os restos de quatro cabeças sem elementos que ajudem à sua interpretação. Os afrescos também se foram deteriorando pela falta de cuidado ao longo do último século, quando nos locais estava alojado um negócio de tecidos, que tinha prateleiras pousadas directamente nas paredes, com rolos de pano que batiam deliberadamente na superfície pintada.
Sob o palácio foram, por outro lado, cunduzidas algumas escavações arqueológicas, em parte ainda em curso, as quais encontraram alguns traços da Florentia romana, continuamente, do século I até às fundações de outros edifícios alto medievais datados de cerca do século IX.
Actualmente, o palácio tem uma dupla funcionalidade: como museu nas horas diurnas (sob marcação) ou como restaurante. O restauro foi, de facto, promovido por particulares que, em pleno respeito pelo valor histórico e cultural do sítio, o utilizam para esta actividade comercial.